# Мирное (Измаильский район)
Мирное (укр. Мирне; ранее до 1821 года — Карашира, до 1957 года — Карячка, рум. Caracica, Карачика) — село, относится к Вилковской общине Измаильского района Одесской области Украины.
Население по переписи 2001 года составляло 1548 человек. Почтовый индекс — 68340. Телефонный код — 4843. Занимает площадь 1,92 км². Код КОАТУУ — 5122382201.
В селе находится православный храм во имя Архангела Михаила и старообрядческий храм во имя преподобной Параскевы Сербской.

## Население и национальный состав
По данным переписи населения Украины 2001 года распределение населения по национальному составу было следующим (в % от общей численности населения):
По Мирненскому сельскому совету: общее количество жителей — 1527 чел., из них украинцев — 349 чел. (22,86 %); русские — 1102 чел. (72,17 %); молдаване — 51 чел. (3,34 %); болгар — 12 чел. (0,78 %); гагаузов — 7 чел. (0,46 %); другие — 6 чел (0,39 %).
По данным переписи населения Украины 2001 года распределение населения по родному языку было следующим (в % от общей численности населения):
По Мирненскому сельскому совету: украинский — 19,25 %; русский — 78,68 %; болгарский — 0,45 %; гагаузский — 0,13 %; молдавский — 1,16 %.

## Известные уроженцы и жители
- Тимон (Домашов) (1912—1991) — старообрядческий епископ.